# EM i hurtigløb på skøjter 1896
Europamesterskabet i hurtigløb på skøjter 1896 var det sjette EM i hurtigløb på skøjter, og mesterskabet blev afviklet den 29. januar 1896 på Eispark Borgfelde i Hamburg, Tyske Kejserrige med deltagelse af fem løbere fra Norge og det Tyske Kejserrige.
For første gang i mesterskabets historie blev der løbet fire distancer, idet der siden sidste EM var blevet tilføjet en 10.000 m-distance. For at vinde europamesterskabet skulle en løber vinde mindst tre af de fire distancer:
- 1500 m, 10.000 m, 500 m og 5000 m.

Mesterskabet blev vundet af tyskeren Julius Seyler, som vandt alle fire distancer, og som dermed vandt det første af sine to europamesterskaber i karrieren.

## Resultater
| Plac. | Løber             | 1500 m     | 10.000 m    | 500 m    | 5000 m      |
| ----- | ----------------- | ---------- | ----------- | -------- | ----------- |
| Guld  | Julius Seyler     | 2:39.6 (1) | 20:00.8 (1) | 53.2 (1) | 9:55.0 (1)  |
| NC2   | Wilhelm Henie     | 2:53.2 (3) | 22:52.8 (3) | 56.4 (2) | 11:00.2 (3) |
| NC3   | Julius von Salzen | 3:08.0 (5) | 23:00.2 (4) | 59.6 (4) | 11:16.8 (4) |
| NC    | Peder Østlund     | 2:42.6 (2) | 20:26.6 (2) | -        | -           |
| NC    | Alfred Lauenburg  | 3:04.6 (4) | DNF         | 56.6 (3) | 10:59.6 (2) |

 DNF = Fuldførte ikke.  DNS = Startede ikke.  NC = Ikke klassificeret.  Kilde: SpeedSkatingStats.com